# チャーリー・チャン
チャーリー・チャン（英: Charlie Chan）とは、1925年にアール・デア・ビガーズの推理小説シリーズで創られた架空の刑事。ハワイのホノルル警察に勤める中国系アメリカ人であり、実在のハワイ人刑事チャン・アパナがモデルにされている。心優しく勇敢なチャンは、黄禍論的なステレオタイプやフー・マンチューのような悪役の対極にあるキャラクターとして構想された。チャンがハワイの外の様々な国で謎解きや犯罪捜査を行う作品は多数作られている。

## 原作小説
チャーリー・チャンはアール・デア・ビガーズが創作したキャラクターである。1919年、ハワイに滞在中だったビガーズは『鍵のない家』という題の推理小説を構想した。実際に執筆に着手したのは4年後のことで、きっかけとなったのはホノルル警察に所属する2人の刑事、チャン・アパナ（鄭阿平）とリー・フックに関する新聞記事だった。それを読んだビガーズは中国系アメリカ人の警官をプロットに追加しようと決めた。ビガーズはカリフォルニアで見聞きした黄禍論的なステレオタイプを嫌っており、明確にそれに代わるものとしてチャンを作り出した。「怪しい邪悪な中国人はありふれていたが、法と秩序の側に立つ温和な中国人は誰も書いていなかった」
これを認めることは私を悲しみで覆いつくします … その男は私と同じ出自、私と同じ人種なのですから。ご存じでしょうが。しかし彼の目を覗き込むと、波立つ太平洋のごとき大海原が私と彼を隔てているのを感じるのです。なぜでしょうか？ それは彼が、白人種に混じることでは私より何年も先んじているにも関わらず、いまだに中国人であり続けているためです。生まれて最初の月にそうであったのと同じく中国人です。私は、この私は、アメリカ化の鑑札を、烙印を受けました … 流れに従って旅しました … 私には大望がありました。成功を追い求めました。勝ち得たものの対価を支払いました。私はアメリカ人でしょうか？ 違います。それでは中国人でしょうか？ 彼にはそう見えないでしょう。—殺人犯の共犯者について語るチャーリー・チャン（アール・デア・ビガーズ作『チャーリー・チャン最後の事件』）
「温和な中国人」は『鍵のない家』（1925年）で初めて世に出た。この作品のチャンは中心的な登場人物ではなく、初版のカバーでは名前も言及されなかった。作中でチャンは「まるで女のように上品で軽やか」な足取りで歩き、「とてもずんぐりしている … 西洋の服を着ているとどこも目立ったところがない」と描写される。批評家サンドラ・ホーリーによるとこれらの表現は、フー・マンチューのような邪悪な中国人キャラクターと対極の安心できる人物としてチャンを描き出した上で、当時中国人の特徴と考えられていた平静さや自己抑制のような要素を強調するものだった。
ビガーズはチャーリー・チャンが登場する小説作品を6編書いている。
- The House Without a Key（1925年、『鍵のない家』）
- The Chinese Parrot（1926年、『シナの鸚鵡（英語版）』）
- Behind That Curtain（1928年、『チャーリー・チャンの追跡（英語版）』）
- The Black Camel（1929年、『黒い駱駝（英語版）』）
- Charlie Chan Carries On（1930年、『チャーリー・チャンの活躍（英語版）』）
- Keeper of the Keys（1932年、『チャーリー・チャン最後の事件（英語版）』）

## 映画、ラジオ、テレビへの登場

### メディアでのチャン
ビガーズの小説で初めて登場したチャンは、後に多くのメディアに進出した。チャンが登場する映画は1926年を皮切りに40本以上作られてきた。初期の映画ではチャンは脇役に過ぎず、東アジア系の俳優によって演じられており、ほとんどヒットしなかった。1931年、フォックス・フィルムはチャンを主人公に据えた最初の映画 Charlie Chan Carries On（『怪探偵張氏』）でスウェーデン人俳優ワーナー・オーランドを主役に起用した。この作品は人気を博し、フォックスはオーランド主演の続編を15本製作した。オーランドの死後はアメリカ人シドニー・トーラーが後を継ぎ、初めはフォックスで、続いてモノグラム・スタジオで計22本のチャン映画を主演した。トーラーの死後もローランド・ウィンターズが主演する映画が6本作られた。そのほかラジオやテレビ、コミック・ストリップでもチャンは活躍した。
当初アメリカの読書家と映画ファンはチャンを温かく受け入れていた。20世紀初頭のハリウッドや米国メディアでは邪悪もしくは卑劣なアジア人という人種差別的な描写が主流だったが、対照的にチャンは賢明・勇敢・善良・高潔に描写された魅力的なキャラクターと思われていた。しかし後年になると批評家の意見は好意的なものばかりではなくなっていった。チャンはいくつも美点を持つ一方で、標準的な英語を身に着けない、伝統に縛られている、従属的といったアジア人を卑下するステレオタイプを強化すると考えられた。また現在では、映画のチャン役がイエローフェイスのメイクをした白人俳優によって演じられたことを問題にする者が多い。チャンの評価が変わったことが大きな理由となって、1981年以降チャーリー・チャン映画は製作されていない。

### 映画
チャーリー・チャンが脇役ながら登場した最初の映画は、パテ・スタジオによる全10話の連続活劇『鍵のない家』（1926年）であった。チャンを演じたのは日本人俳優ジョージ・クワだった。続いて翌年にユニバーサル・ピクチャーズが『支那の鸚鵡』を製作し、日本人の上山草人にチャン役を助演させた。2本ともチャンの役割はごく小さく、作品の評価も高いものではなかった。1928年のあるレビュアーは『支那の鸚鵡』で上山が演じる役を「チンクの探偵は[怪奇役者]ロン・チェイニーまがいの料理人に扮する。異なっているところといえば、チェイニーはあんなに深々と体を屈めないということくらいだ」と評している。
フォックス・フィルムはチャーリー・チャン作品のオプション権を取得し、韓国人俳優E・L・パクをチャン役として Behind That Curtain（1929年、『熱砂果つるところ』）を製作した。ここでもチャンの役割は限定的であり、最後の10分間まで登場さえしなかった。
チャンを中心に据えた最初の映画、Charlie Chan Carries On（1931年、『怪探偵張氏』）では白人俳優ワーナー・オーランドが主役に起用された。チャンが人気を博すようになったのはこの作品からだった。オーランドはスウェーデン人だがモンゴル系の血が入っていると主張しており、それまでに映画でフー・マンチューを演じたこともあった。おそらく「中国系刑事に大きな態度を取らせまいとするスタジオの意図的な試み」により、オーランドのチャンは原作小説よりも丁重で控えめだった。オーランドはフォックスのチャン映画16本に出演し、そのうち多くの作品でケイ・ルークがチャンの「一番目の息子」リー・チャンを演じた。オーランドの「暖かく落ち着いたユーモア」はチャンとチャン映画の人気を高め、シリーズはフォックスのヒット作に数えられた。B級ながら「A級映画と同等の観客動員と興行収入」を集めたチャン映画は、大恐慌期に「フォックスを沈没させずに」保ったとされる。

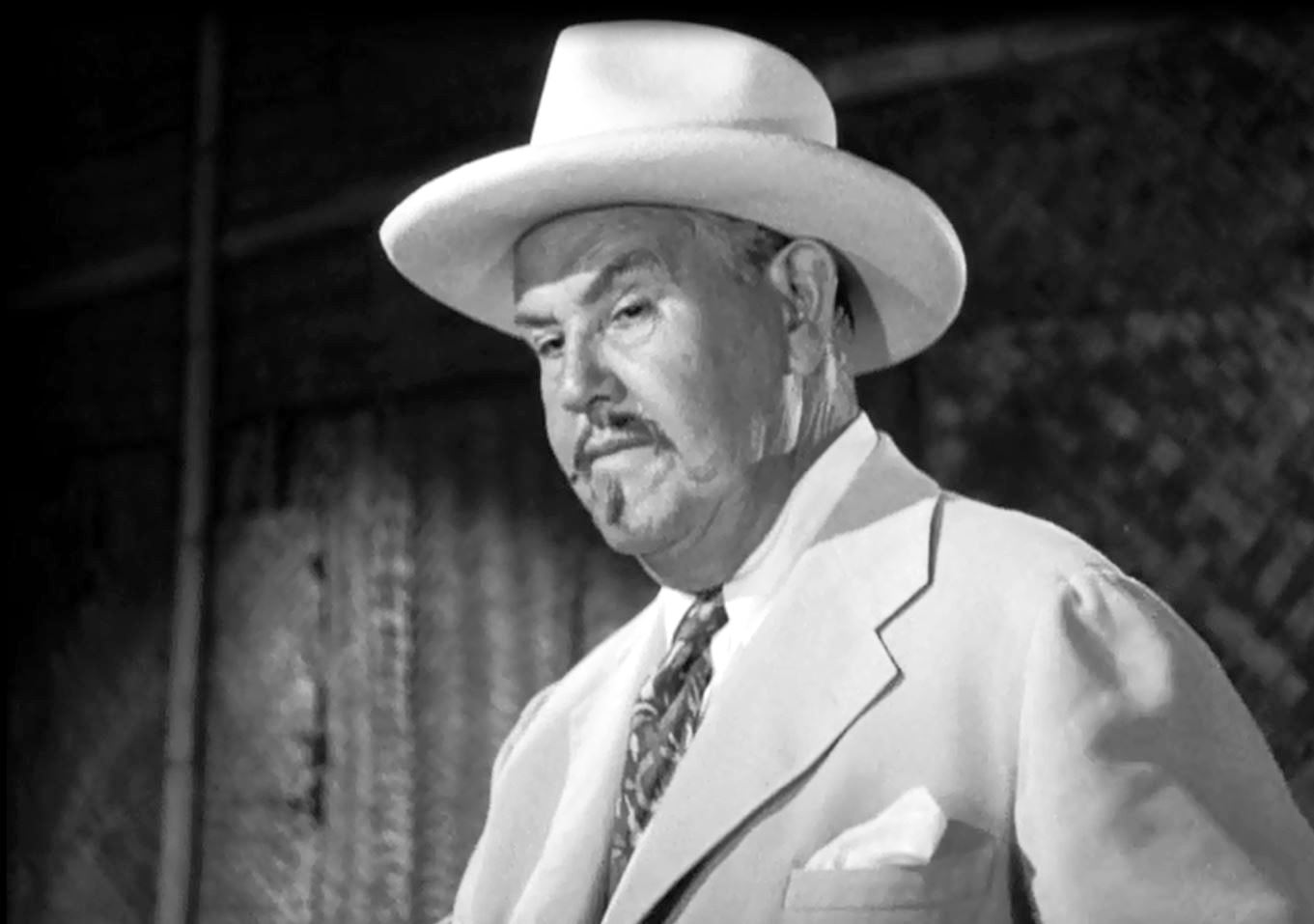
Dangerous Money（1946年）でチャーリー・チャンを演じるシドニー・トーラー。

オーランドは1938年に亡くなった。製作中だったチャン映画 Charlie Chan at the Ringside は追加の撮影を経て改作され、東アジア人を主人公とする当時の別シリーズ「ミスター・モト (架空の探偵)」の1作 Mr. Moto's Gamble に生まれ変わった。ケイ・ルーク演じるリー・チャンは、新しく撮影された映像でピーター・ローレのモトと共演した。フォックスはチャーリー・チャン役として白人俳優シドニー・トーラーと新たに契約し、1942年までにチャン映画を11本製作した。トーラーの演技はオーランドほど物腰柔らかではなく、チャンの新しい性格は「原作小説の迫力の一部を映画に取り入れることになった」と評された。トーラーの主演作の多くでは、セン・ユン演じる「二番目の息子」ジミー・チャンがチャンの悩みの種になった。
フォックスがチャン映画の製作を放棄すると、シドニー・トーラーが映画化権を買い入れた。以降のトーラーの主演作はモノグラム・ピクチャーズのプロデューサー、フィリップ・N・クラスニとジェームズ・S・バーケットが製作を行った。製作費はフォックス時代の平均20万ドルから7万5千ドルに減額された（1940年当時のドルの価値は2019年現在の約20倍）。この時期、チャンが「容疑者や上司を公然と侮る」様子が初めて描写された。アフリカ系アメリカ人の喜劇役者マンタン・モアランドは1944年から1949年にかけて公開された13本の映画で運転手バーミンガム・ブラウンを演じた。ブラウンは1940年代以降にモノグラム作品への批判を集めることになった。モアランドの演技は「素晴らしい喜劇的一幕」と呼ばれることもあるが、侮蔑的で見るに堪えないステレオタイプだとみなす者もいる。トーラーは1947年に亡くなり、後を継いだローランド・ウィンターズが6本の映画を主演した。1938年の「ミスター・モト」以降シリーズから脱落していたケイ・ルークは、最後の2作でチャーリーの息子役に復帰した。

#### スペイン語版
1930年代と1950年代にスペイン語のチャーリー・チャン映画が3本製作された。第1作 Eran Trece（1931年、「13人いた」）は Charlie Chan Carries On（1931年）の多言語版である。これら2作は同一のスケジュールで並行して制作されたもので、それぞれのシーンの撮影は同日に英語とスペイン語で1回ずつ行われた。スペイン語版の脚本は基本的に英語版と同じだが、短い歌や寸劇のようなちょっとした追加要素や、役名の変更が加えられた。キューバで制作された La Serpiente Roja（1937年、「赤い蛇」）がそれに続いた。1955年、メキシコ版チャーリー・チャン映画 El Monstruo en la Sombra （「影の中の怪物」）が Producciones Cub-Mex によって制作され、オーランド・ロドリゲスが「チャン・リー・ポー」（最初の脚本ではチャーリー・チャン）を主演した。同作はキューバの La Serpiente Roja やワーナー・オーランドが主演する米国作品に触発されていた。

#### 中国語版
1930年代と1940年代に5本のチャン映画が上海と香港で制作された。これらの作品で、徐華園が演じるチャンは探偵事務所を所有しており、息子ではなく娘のマナが助手となる。上海版では顧梅君が、戦後の香港版では白燕がマナを演じた。
中国の観客はオリジナルの米国版チャーリー・チャン映画にも親しんでいた。それらは1930年代の中国や中国系移民の間でほかのアメリカ映画よりはるかに人気が高かった。中国を訪問したオーランドは現地の新聞で大きく取り上げられ、敬意を込めて「ミスター・チャン」と呼ばれた。中国の観客にとって、肯定的に描かれた中国人キャラクターはチャンが初めてだった。それ以前の映画は邪悪な東アジア人のステレオタイプに影響されており、ハロルド・ロイドの Welcome Danger（1929年、『危険大歓迎』）などは上海での公開時に暴動を引き起こしたことがある。

#### 現代版
ニール・サイモンが脚本を書いた『名探偵登場』（1976年）では、 ピーター・セラーズがチャンのパロディである中国人刑事シドニー・ワンを演じる。
1980年、チャーリー・チャンが登場するコメディ映画の制作がジェリー・シャーロックによって開始された。同作で中国人ではないピーター・ユスティノフとアンジー・ディキンソンが主役と敵役にキャストされると、これに抗議してCAN（Coalition of Asians to Nix、「拒絶するアジア人連盟」）と名乗る団体が結成された。同作の脚本に多くのステレオタイプが含まれていると抗議した者もいたが、シャーロックはドキュメンタリーを作っているわけではないと応じた。翌年に公開された Charlie Chan and the Curse of the Dragon Queen（『オリエンタル探偵殺人事件』）は「完全な失敗作」だった。
1990年代になってミラマックスがチャーリー・チャン映画のリメイクを計画した。チャンは「ヒップでスリム、知的でセクシーな … 武道の達人」になるはずだったが、公開には至らなかった。フォックスが計画した新作チャーリー・チャン映画では、ルーシー・リューが主演・製作総指揮に任じられた。同作は2000年から制作準備が開始された。2009年時点では制作の計画が持続していたが、2019年現在まだ実行に移されていない。

### ラジオドラマ
ラジオでも1932年から1948年にかけてチャーリー・チャンの活躍が3つのネットワーク（NBCブルー、ミューチュアル、ABC）で数シリーズにわたって放送された。まず、エッソ・オイルの番組 Five Star Theater の中で1932年から翌年にかけてビガーズの原作シリーズがドラマ化され、ウォルター・コノリーがチャンを演じた。NBCの The Adventures of Charlie Chan（1944〜45年）ではエド・ベグリーがチャンを演じ、次にサントス・オルテガ（1947〜48年）が後を引き継いだ。レオン・ジャニーとロドニー・ジェイコブスが「一番目の息子」リー・チャンの声を当て、ドリアン・セントジョージがアナウンサー役を務めた。Radio Life 誌はベグリーのチャンを「観客に愛されたシドニー・トーラーの映画版チャンに匹敵するラジオ版」と評した。

### テレビ
- 1956年から57年にかけて、J・キャロル・ネイシュ（英語版）が主演する The New Adventures of Charlie Chan が独立系のテレビジョン・プログラムズ・オブ・アメリカ（英語版）によって制作され、全39話がシンジケート販売された。撮影はイギリスで行われた[41]。このシリーズのチャンは米国ではなくロンドンで活動している。視聴率は低く、シリーズは打ち切りになった[42]。
- 1960年代にジョーイ・フォーマン（英語版）は『それ行けスマート』のエピソード2編でチャンの露骨なパロディ「ハリー・フー」を演じた。
- 1970年代にハンナ・バーベラによってアニメシリーズ The Amazing Chan and the Chan Clan が制作された。1930年代から40年代にかけて多くの映画でチャンの息子を演じたケイ・ルークがチャーリー・チャンの声を当て、かつてよりはるかに豊かな語彙を披露した。ルークはこれにより、チャンを主演した最初のアジア系俳優となった。その演技はワーナー・オーランド版と似ていた。またこのシリーズではチャンの10人の息子・娘にも焦点が当てられていた。最初それらのキャラクターは東アジア系アメリカ人の子役によって演じられていたが、年少の視聴者が彼らの訛りを理解できないという懸念から配役が替えられた。チャンの娘アンの声優はレスリー・クマモタからジョディ・フォスターに替わった[43]。
- ロス・マーティンがチャンを演じたテレビ映画 The Return of Charlie Chan は1971年に制作されたが、1979年になってようやく放映された。

## コミックとゲーム
『チャーリー・チャン』にはコミック・ストリップ版も存在する。アルフレッド・アンドリオラによって描かれた同作は1938年10月24日からマクノートによって各紙にシンジケート配信された。アンドリオラを選んだのは原作者ビガーズである。同作は真珠湾攻撃の後に打ち切られ、1942年5月30日に最終回が配信された。2019年、ライブラリー・オブ・アメリカンコミックス社が LoAC Essentials 叢書で『チャーリー・チャン』1年分（1938年）を復刻した。
チャーリー・チャンのコミックブックは現在までに数シリーズが刊行されている。ジョー・サイモンとジャック・カービーがプライズ・コミックスで制作した『チャーリー・チャン』（1948年）は5号で終わった。続いてチャールトンも全4号を発行した（1955年）。DCコミックスは1958年にテレビシリーズ The New Adventures of Charlie Chan とタイアップして同名のコミックを刊行した。このシリーズは6号が発行された。デル・コミックスは1965年にチャンのコミックを2号発行した。1970年代にはゴールドキーからハンナ・バーベラのテレビアニメを基にしたコミックシリーズが短期間発行された。
そのほか、ボードゲームの The Great Charlie Chan Detective Mystery Game（1937年）やカードゲーム Charlie Chan Card Game（1939年）が発売されている。

## 現代における解釈と批判
チャーリー・チャンというキャラクターは論争の的となってきた。肯定的なロールモデルだという見方もあれば、侮蔑的なステレオタイプだという主張もある。批評家ジョン・ソイスターはそのどちらもチャンに当てはまると主張した。原作者ビガーズは邪悪な「チャイナマン」のステレオタイプに代わるユニークな存在としてチャンを送り出したが、同時に彼が「十分すぎるほど人が良く … 物腰は脅威を感じさせず … アジアの故国から遠く離れている」のは、「社会の根底にあるゼノフォビアを刺激しないため」であった。
批評家マイケル・ブロッドヘッドは次のように主張した。「ビガーズはチャーリー・チャンの小説で中国人を共感的に扱い、はっきり意図して彼らを弁護しているのだと読者に納得させた。中国人は単に受け入れるべき人々なのではなく、感嘆すべき人々なのだとされた。今世紀（20世紀）の最初の3分の1で中国系アメリカ人の受容が進んだのは、ビガーズの共感的な中国人描写に応じたものである」。S・T・カーニックは『ナショナル・レビュー』誌で「英語が流暢とはいかないものの優れた探偵で、観察力、論理力、誠実で謙虚な人格を備えたチャンは、どこを取っても尊敬できるお手本のような人物だ」と書いている。エラリー・クイーンは、チャーリー・チャンというキャラクターをビガーズによる「人類への、そして人種間関係への貢献」と呼んだ。デイヴ・ケーアはニューヨーク・タイムズ紙でチャンが「ステレオタイプであるとしても、正義の側のステレオタイプだった」と述べた。数々の映画でチャンの息子を演じた俳優ケイ・ルークはこれに同意している。チャンが中国人の品位を落としていると思うか尋ねられたルークは「品位を落とす？ とんでもない！ 中国人の英雄だよ！」「[我々が]作っていたのはハリウッドで一番すごい殺人推理映画だったんだ」と答えている。
イェン・リ・エスピリトゥやホアン・グイヨウのような批評家は、チャンが様々な面で好意的に描写されている一方で、白人キャラクターと同等ではなく「奥行きのない」「善意の他者」に過ぎないと主張している。チャン映画で白人の俳優が東アジア人を演じていることは、それらのキャラクターの「絶対的な東洋的他者性」を示している。チャンや類似のキャラクターが登場する映画は「白人の俳優が中国訛りを真似たり、謎めいた中国のことわざを連発する」限りにおいてヒットした。チャンというキャラクターは「中国系アメリカ人、その中でも男性に与えられた賢明、従順、柔弱というステレオタイプを体現している」。チャンはモデルマイノリティ、すなわち悪いステレオタイプと対置される良いステレオタイプを代表している。「ステレオタイプ的なイメージは矛盾で満ちている。血に飢えたインド人のイメージは高貴な野蛮人のイメージで和らげられ、メキシコ人はバンディード（山賊）であると同時に忠実な相棒でもある。そしてフー・マンチューはチャーリー・チャンによって帳消しになる」しかし、フー・マンチューの邪悪さは中国人固有の性質とされるのに対し、チャーリー・チャンの善良さは一つの例外である。「フーは自分の人種を代表している。その対極であるチャンは、アジア系ハワイ人の中でも際立った存在である」
チャンの人気は日本人に対する黄禍論的な感情によって逆説的に支えられているという主張もある。中国と中国系アメリカ人に対するアメリカの意見は1920年代から30年代にかけて肯定に傾き、対照的に日本人はどんどん疑いの目で見られるようになった。シェンメイ・マはチャンが「他人種に対するパラノイアの横行」に対する心理的な過補償だと主張している。
2003年6月、フォックスムービーチャンネルはチャン映画のリマスターをケーブル放送する「チャーリー・チャン・フェスティバル」を計画したが、直後にアジア系団体からの抗議を受けて中止した。フォックスはその2か月後に決定を覆し、2003年9月13日から対象の映画を放映し始めた。その代わり同局は映画とともに、アメリカのエンターテインメント業界で活動するジョージ・タケイなどの著名な東アジア人による座談会を流した。列席者はほとんどがチャン映画に批判的だった。フォックスは現存する自社のチャン映画を全作DVDで発売しており、シドニー・トーラーとローランド・ウィンターズが演じたモノグラム作品はすべて現在の権利者であるワーナー・ブラザースによってDVD化されている。
フランク・チンの Aiiieeeee! An Anthology of Asian-American Writers やジェシカ・ハージュドーンの Charlie Chan is Dead のような文芸作品のアンソロジーは「文化的な怒りや除外を原動力とした」もので、チャーリー・チャン的なステレオタイプを乗り越える試みがなされている。
アジア系アメリカ人を中心とする現代の批評家はチャーリー・チャンに対して複雑な感情を持ち続けている。チャーリー・チャンの擁護者であるフレッチャー・チャンは、チャンはビガーズの小説で白人キャラクターの下風に立っていないと主張し、『シナの鸚鵡』を例に挙げている。同作で人種差別的な発言を聞いたチャンは目に怒りを燃やし、結末で犯人を暴いた後に「ことによると、チャイナマンに耳を傾けても不面目にはならないかもしれませんね」と言い放つ。映画でも Charlie Chan in London（1934年）と Charlie Chan in Paris（1935年）にはいずれも「チャンが冷静にウィットを利かせて人種差別的な発言を受け流すシーンがある」。ホアン・ユンテはチャンが「この国の文化が併せ持つ、人種差別の伝統と創造の才の縮図」だと述べ、アンビバレントな評価を下している。ホアンはまた、チャーリー・チャンの批判者自身がチャンを「戯画的に誇張する」ことがあると示唆している。
チャンというキャラクターは「フォーチュン・クッキー風に表現された孔子の知恵」や、ポップカルチャーで広く普及することになった「でたらめな格言」でも批判を受けている。チャンが「孔子曰く…」と話し始める格言は映画で導入されたもので、ビガーズの原作小説では使われていない。ただし、小説の1冊でチャンは「私を知っている人がみな苦々しくも学んだように、中国にはどんな状況に対しても適切な格言があります」と発言する。ホアン・ユンテは格言の例として「舌はしばしば縄より速く人を吊るす」「精神は落下傘と同じく開かなければ役に立たない」「ダイナマイトで戯れる者はいずれ天使と並んで飛ぶことになる」を挙げている。しかしホアンは、これらの「精彩に富んだ金言」は「驚くべき言語学的アクロバットの技量」を示していると主張する。またチャンはアフリカ系アメリカ人の民話に登場する「シグニファイング・モンキー」と同様に「知恵と同時に嘲りを伝える」という。

## 書誌情報
- Biggers, Earl Derr. The House Without a Key. New York: Bobbs-Merrill, 1925.
- Biggers, Earl Derr. The Chinese Parrot. New York: Bobbs-Merrill, 1926.
- Biggers, Earl Derr. Behind That Curtain. New York: Bobbs-Merrill, 1928.
- Biggers, Earl Derr. The Black Camel. New York: Bobbs-Merrill, 1929.
- Biggers, Earl Derr. Charlie Chan Carries On. New York: Bobbs-Merrill, 1930.
- Biggers, Earl Derr. Keeper of the Keys. New York: Bobbs-Merrill, 1932.
- Breen, Jon L. "The Fortune Cookie". May 1971. "Ellery Queen's Mystery Magazine".
- Davis, Robert Hart. "Walk Softly, Strangler". Nov. 1973. Charlie Chan's Mystery Magazine".
- Davis, Robert Hart. "The Silent Corpse". Feb.1974. "Charlie Chan's Mystery Magazine".
- Davis, Robert Hart. Charlie Chan in The Temple of the Golden Horde. 1974. Charlie Chan's Mystery Magazine. Reprinted by Wildside Press, 2003. ISBN 1-59224-014-3.
- Lynds, Dennis. Charlie Chan Returns. New York: Bantam Books, 1974. ASIN B000CD3I22.
- Pronzini, Bill, and Jeffrey M. Wallmann. Charlie Chan in the Pawns of Death. 1974. Charlie Chan's Mystery Magazine. Reprinted by Borgo Press, 2003. ISBN 978-1-59224-010-4.
- Avallone, Michael. Charlie Chan and the Curse of the Dragon Queen. New York: Pinnacle, 1981. ISBN 0-523-41505-2.

## フィルモグラフィー
特に断りがなければ、チャールズ・P・ミッチェルの A Guide to Charlie Chan Films（1999）もしくは映画.comに拠っている。
アメリカ
| 作品タイトル                                                                | 主演                     | 監督                                     | 劇場公開 | DVD                                                                  | 備考                                                                    | 製作会社                   |
| --------------------------------------------------------------------------- | ------------------------ | ---------------------------------------- | -------- | -------------------------------------------------------------------- | ----------------------------------------------------------------------- | -------------------------- |
| The House Without a Key 『鍵のない家』                                      | ジョージ・クワ           | スペンサー・ゴードン・ベネット           | 1926     |                                                                      | サイレント映画。現存せず                                                | パテ・エクスチェンジ       |
| The Chinese Parrot 『支那の鸚鵡』                                           | 上山草人                 | ポール・レニ                             | 1927     |                                                                      | サイレント映画。現存せず                                                | ユニバーサル               |
| Behind That Curtain 『熱砂果つるところ』                                    | E・L・パク               | アーヴィング・カミングス                 | 1929     | Charlie Chan, Volume Three (20th Century Fox, 2007)                  | シリーズ初のトーキー                                                    | フォックス・フィルム       |
| Charlie Chan Carries On 『怪探偵張氏』                                      | ワーナー・オーランド     | ハミルトン・マクファーデン               | 1931     |                                                                      | 現存せず                                                                | フォックス・フィルム       |
| Eran Trece                                                                  | マヌエル・アルボ         | デイヴィッド・ハワード（クレジットなし） | 1931     | Charlie Chan, Volume One (20th Century Fox, 2006)                    | Spanish                                                                 | フォックス・フィルム       |
| The Black Camel 『黒い駱駝』                                                | ワーナー・オーランド     | ハミルトン・マクファーデン               | 1931     | Charlie Chan, Volume Three (20th Century Fox, 2007)                  |                                                                         | フォックス・フィルム       |
| Charlie Chan's Chance 『チャーリー・チャンの機会』                          | ワーナー・オーランド     | ジョン・ブリストーン                     | 1932     |                                                                      | 現存せず                                                                | フォックス・フィルム       |
| Charlie Chan's Greatest Case                                                | ワーナー・オーランド     | ハミルトン・マクファーデン               | 1933     |                                                                      | 現存せず                                                                | フォックス・フィルム       |
| Charlie Chan's Courage                                                      | ワーナー・オーランド     | ジョージ・ハッデン、ユージーン・フォード | 1934     |                                                                      | 現存せず                                                                | フォックス・フィルム       |
| Charlie Chan in London                                                      | ワーナー・オーランド     | ユージーン・フォード                     | 1934     | Charlie Chan, Volume One (20th Century Fox, 2006)                    |                                                                         | フォックス・フィルム       |
| Charlie Chan in Paris                                                       | ワーナー・オーランド     | ルイス・セイラー                         | 1935     | Charlie Chan, Volume One (20th Century Fox, 2006)                    |                                                                         | フォックス・フィルム       |
| Charlie Chan in Egypt 『ピラミッドの殺人』                                  | ワーナー・オーランド     | ルイス・キング                           | 1935     | Charlie Chan, Volume One (20th Century Fox, 2006)                    |                                                                         | 20世紀フォックス           |
| Charlie Chan in Shanghai                                                    | ワーナー・オーランド     | ジェームズ・ティンリング                 | 1935     | Charlie Chan, Volume One (20th Century Fox, 2006)                    |                                                                         | 20世紀フォックス           |
| Charlie Chan's Secret                                                       | ワーナー・オーランド     | ゴードン・ワイルズ                       | 1936     | Charlie Chan, Volume Three (20th Century Fox, 2007)                  | 初版で著作権表示が欠落していたためパブリックドメインとなった            | 20世紀フォックス           |
| Charlie Chan at the Circus 『曲馬団殺人事件』                               | ワーナー・オーランド     | ハリー・ラックマン                       | 1936     | Charlie Chan, Volume Two (20th Century Fox, 2006)                    |                                                                         | 20世紀フォックス           |
| Charlie Chan at the Race Track                                              | ワーナー・オーランド     | ブルース・ハンバーストン                 | 1936     | Charlie Chan, Volume Two (20th Century Fox, 2006)                    |                                                                         | 20世紀フォックス           |
| Charlie Chan at the Opera 『闇の狂人』                                      | ワーナー・オーランド     | ブルース・ハンバーストン                 | 1936     | Charlie Chan, Volume Two (20th Century Fox, 2006)                    |                                                                         | 20世紀フォックス           |
| Charlie Chan at the Olympics                                                | ワーナー・オーランド     | ブルース・ハンバーストン                 | 1937     | Charlie Chan, Volume Two (20th Century Fox, 2006)                    |                                                                         | 20世紀フォックス           |
| Charlie Chan on Broadway                                                    | ワーナー・オーランド     | ユージーン・フォード                     | 1937     | Charlie Chan, Volume Three (20th Century Fox, 2007)                  |                                                                         | 20世紀フォックス           |
| La Serpiente Roja                                                           | Aníbal de Mar            | アーネスト・カパロス                     | 1937     |                                                                      | スペイン語、キューバ製                                                  |                            |
| Charlie Chan at Monte Carlo                                                 | ワーナー・オーランド     | ユージーン・フォード                     | 1937     | Charlie Chan, Volume Three (20th Century Fox, 2007)                  | ワーナー・オーランドの遺作                                              | 20世紀フォックス           |
| Charlie Chan in Honolulu                                                    | シドニー・トーラー       | ブルース・ハンバーストン                 | 1939     | Charlie Chan, Volume Four (20th Century Fox, 2008)                   |                                                                         | 20世紀フォックス           |
| Charlie Chan in Reno                                                        | シドニー・トーラー       | ノーマン・フォスター                     | 1939     | Charlie Chan, Volume Four (20th Century Fox, 2008)                   |                                                                         | 20世紀フォックス           |
| Charlie Chan at Treasure Island                                             | シドニー・トーラー       | ノーマン・フォスター                     | 1939     | Charlie Chan, Volume Four (20th Century Fox, 2008)                   |                                                                         | 20世紀フォックス           |
| City in Darkness                                                            | シドニー・トーラー       | ハーバート・I・リーズ                    | 1939     | Charlie Chan, Volume Four (20th Century Fox, 2008)                   |                                                                         | 20世紀フォックス           |
| Charlie Chan in Panama                                                      | シドニー・トーラー       | ノーマン・フォスター                     | 1940     | Charlie Chan, Volume Five (20th Century Fox, 2008)                   |                                                                         |                            |
| Charlie Chan's Murder Cruise                                                | シドニー・トーラー       | ユージーン・フォード                     | 1940     | Charlie Chan, Volume Five (20th Century Fox, 2008)                   |                                                                         |                            |
| Charlie Chan at the Wax Museum                                              | シドニー・トーラー       | リン・ショアーズ                         | 1940     | Charlie Chan, Volume Five (20th Century Fox, 2008)                   |                                                                         |                            |
| Murder Over New York                                                        | シドニー・トーラー       | ハリー・ラックマン                       | 1940     | Charlie Chan, Volume Five (20th Century Fox, 2008)                   |                                                                         | 20世紀フォックス           |
| Dead Men Tell                                                               | シドニー・トーラー       | ハリー・ラックマン                       | 1941     | Charlie Chan, Volume Five (20th Century Fox, 2008)                   |                                                                         | 20世紀フォックス           |
| Charlie Chan in Rio                                                         | シドニー・トーラー       | ハリー・ラックマン                       | 1941     | Charlie Chan, Volume Five (20th Century Fox, 2008)                   |                                                                         | 20世紀フォックス           |
| Castle in the Desert                                                        | シドニー・トーラー       | ハリー・ラックマン                       | 1942     | Charlie Chan, Volume Five (20th Century Fox, 2008)                   |                                                                         | 20世紀フォックス           |
| Charlie Chan in the Secret Service                                          | シドニー・トーラー       | フィル・ローゼン                         | 1944     | The Charlie Chan Chanthology (MGM, 2004)                             |                                                                         | モノグラム                 |
| The Chinese Cat                                                             | シドニー・トーラー       | フィル・ローゼン                         | 1944     | The Charlie Chan Chanthology (MGM, 2004)                             |                                                                         | モノグラム                 |
| Black Magic 『黒魔術のチャーリー・チャン』                                  | シドニー・トーラー       | フィル・ローゼン                         | 1944     | The Charlie Chan Chanthology (MGM, 2004)                             |                                                                         | モノグラム                 |
| The Jade Mask                                                               | シドニー・トーラー       | フィル・ローゼン                         | 1945     | The Charlie Chan Chanthology (MGM, 2004)                             |                                                                         | モノグラム                 |
| The Scarlet Clue                                                            | シドニー・トーラー       | フィル・ローゼン                         | 1945     | The Charlie Chan Chanthology (MGM, 2004)                             | 著作権表示の欠落によりパブリックドメイン                                | モノグラム                 |
| The Shanghai Cobra                                                          | シドニー・トーラー       | フィル・カールソン                       | 1945     | The Charlie Chan Chanthology (MGM, 2004)                             |                                                                         | モノグラム                 |
| The Red Dragon                                                              | シドニー・トーラー       | フィル・ローゼン                         | 1946     | Charlie Chan 3-Film Collection (Warner Archive, 2016)                |                                                                         | モノグラム                 |
| Dangerous Money                                                             | シドニー・トーラー       | テリー・モース                           | 1946     | TCM Spotlight: Charlie Chan Collection (Turner Classic Movies, 2010) | 著作権表示の欠落によりパブリックドメイン                                | モノグラム                 |
| Dark Alibi                                                                  | シドニー・トーラー       | フィル・カールソン                       | 1946     | TCM Spotlight: Charlie Chan Collection (Turner Classic Movies, 2010) | 著作権表示の欠落によりパブリックドメイン                                | モノグラム                 |
| Shadows Over Chinatown                                                      | シドニー・トーラー       | テリー・モース                           | 1946     | Charlie Chan Collection (Warner Home Video, 2013)                    |                                                                         | モノグラム                 |
| The Trap                                                                    | シドニー・トーラー       | ハワード・ブレザートン                   | 1946     | TCM Spotlight: Charlie Chan Collection (Turner Classic Movies, 2010) | 著作権表示の欠落によりパブリックドメイン。シドニー・トーラーの最終作    | モノグラム                 |
| The Chinese Ring                                                            | ローランド・ウィンターズ | ウィリアム・ボーディン                   | 1947     | TCM Spotlight: Charlie Chan Collection (Turner Classic Movies, 2010) | 著作権表示の欠落によりパブリックドメイン。ローランド・ウィンターズ第1作 | モノグラム                 |
| Docks of New Orleans                                                        | ローランド・ウィンターズ | ダーウィン・エイブラハムズ               | 1948     | Charlie Chan Collection (Warner Home Video, 2013)                    |                                                                         | モノグラム                 |
| Shanghai Chest                                                              | ローランド・ウィンターズ | ウィリアム・ボーディン                   | 1948     | Charlie Chan Collection (Warner Home Video, 2013)                    |                                                                         | モノグラム                 |
| The Golden Eye                                                              | ローランド・ウィンターズ | ウィリアム・ボーディン                   | 1948     | Charlie Chan Collection (Warner Home Video, 2013)                    | 著作権表示の欠落によりパブリックドメイン                                | モノグラム                 |
| The Feathered Serpent                                                       | ローランド・ウィンターズ | ウィリアム・ボーディン                   | 1948     | Charlie Chan 3-Film Collection (Warner Archive, 2016)                |                                                                         | モノグラム                 |
| Sky Dragon                                                                  | ローランド・ウィンターズ | レスリー・セランダー                     | 1949     | Charlie Chan 3-Film Collection (Warner Archive, 2016)                |                                                                         | モノグラム                 |
| El Monstruo en la Sombra                                                    | オーランド・ロドリゲス   | ザカリアス・ウルキサ                     | 1955     |                                                                      | スペイン語、メキシコ製                                                  |                            |
| The Return of Charlie Chan (aka Happiness is a Warm Clue)                   | ロス・マーティン         | ダリル・デューク                         | 1973     |                                                                      | テレビ映画                                                              | ユニバーサル・テレビジョン |
| Charlie Chan and the Curse of the Dragon Queen 『オリエンタル探偵殺人事件』 | ピーター・ユスティノフ   | クライヴ・ドナー                         | 1981     |                                                                      |                                                                         |                            |

中国
いずれも言語は標準中国語。
| 作品タイトル                                          | 主演     | 監督     | 劇場公開                            | DVD | 脚注   |
| ----------------------------------------------------- | -------- | -------- | ----------------------------------- | --- | ------ |
| The Disappearing Corpse                               | 徐華園   | 徐莘夫   | 1937                                |     | [ 3 ]  |
| The Pearl Tunic                                       | 徐華園   | 徐莘夫   | 1938                                |     | [ 3 ]  |
| The Radio Station Murder                              | 徐華園   | 徐莘夫   | 1939                                |     | [ 3 ]  |
| Charlie Chan Smashes an Evil Plot                     | 徐華園   | 徐莘夫   | 1941                                |     | [ 3 ]  |
| Charlie Chan Matches Wits with the Prince of Darkness | 徐華園   | 徐莘夫   | 1948                                |     | [ 3 ]  |
| Mystery of the Jade Fish                              | Lee Ying | Lee Ying | ~1950（1951年にニューヨークで配給） |     | [ 70 ] |